# Cerro Punta
Cerro Punta – miejscowość w prowincji Chiriquí w Panamie. Ludność: 7 754 (2010). Położona jest w górach na wysokości ok. 2000 m n.p.m.
Łagodniejszy, ze względu na wysokość, klimat niż w pozostałych częściach Panamy pozwala na uprawę warzyw i owoców, których nie można uprawiać w innych częściach Panamy (np. truskawki). Stąd też pochodzi prawie 80% warzyw konsumowanych w Panamie. Średnia temperatura w Cerro Punta oscyluje pomiędzy 7 °C a 17 °C, notowano także spadki temperatury powietrza poniżej zera.
Nazwa miejscowości pochodzi od wzgórza będącego najwyższym punktem na jej terenie.
Cerro Punta jest także ośrodkiem turystycznym. Wśród pobliskich atrakcji można wymienić: Szlak Qeutzali (Sendero Los Quetzales), transgraniczny Park Narodowy La Amistad (Parque Internacional La Amistad), Park Narodowy Volcán Barú (Parque Nacional Volcán Barú).